# Bruder (Familienname)
Bruder ist ein deutscher Familienname.

## Herkunft und Bedeutung
Bruder ist ein Übername, der auf das mittelhochdeutsche bruoder oder brūder (deutsch: Bruder, auch Klostergeistlicher) zurückgeht. Er stand somit für einen nahen Verwandten in einer Familie, aber auch als vertrauliche Anrede für eine nahestehende, vertraute Person oder für einen Mitbruder in einer Gilde oder Zunft. Zuweilen kann auch ein ehemaliger Klosterbruder gemeint sein oder jemand, der sich wie ein Mönch verhält.

## Varianten
- Broder, Brüderle, Brudermann, Bruderer, Bruders

## Namensträger
- Adolf Bruder (1851–1896), deutscher Jurist und Bibliothekar
- Almuth Bruder-Bezzel (* 1944), deutsche Psychologin
- Anton Bruder (1898–1983), deutsch-böhmischer Maler, Grafiker und Zeichner
- Charles Bruder (1881–1916), Schweizer Auswanderer, siehe Haiangriffe an der Küste von New Jersey 1916
- Christian Bruder (* 1982), deutscher Nordischer Kombinierer
- Danny Bruder (* 1969), deutscher Musiker, Autor und Komponist
- Dora Bruder (1926–1942), französische Frau und Opfer des Holocaust.
- Dunja Bruder (* 1971), deutsche Biotechnologin und Hochschullehrerin
- Edmund Bruder (1845–1911), deutscher Orgelbauer in Wismar
- Elisabeth Bruder (* 1962), Schweizer Pathologin
- Franziska Bruder (* 1965), deutsche Historikerin, Autorin und Gewerkschafterin
- Friedrich Bruder (1907–1991), deutscher Landwirt und Politiker (Niedersachsen, CDU)
- Fritz Bruder (1907–1975), deutscher Politiker (Hessen, CDU)
- Georg Bruder (1856–1916), österreichischer geowissenschaftlich interessierter Mittelschullehrer
- Georg Bruder (Journalist) (* 1979), deutscher Journalist
- Hansruedi Bruder (1937–1998), Schweizer Leichtathlet
- Heinz-Helmut Bruder, deutscher Szenenbildner
- Horst A. Bruder (* 1949), deutscher Aphoristiker
- Ignaz Bruder (1780–1845), deutscher Orgelbauer
- Jessica Bruder, US-amerikanische Journalistin
- Jiří Bruder (1928–2014), tschechischer Schauspieler
- Jodokus Bruder OSB (1442–1529), Abt der späteren Reichsabtei Ochsenhausen
- Jörg Bruder (1937–1973), brasilianischer Segler
- Karin Bruder (* 1960), deutsche Schriftstellerin
- Karl Hermann Bruder (1812–1892), deutscher evangelischer Theologe und Autor
- Klaus Bruder (1958–1995), deutscher Akkordeonist, Jazzmusiker und Komponist
- Klaus-Jürgen Bruder (* 1941), deutscher Psychologe und Psychoanalytiker
- Otto Bruder (1908–1945), deutscher Widerstandskämpfer gegen den Nationalsozialismus
- Peter Bruder (1908–1976), US-amerikanischer Fechter
- Ralph Bruder (* 1963), deutscher Arbeitswissenschaftler
- Regina Bruder (* 1953), deutsche Mathematikerin
- Rudolf Bruder (1892–1965), Schweizer Bauingenieur und Bauunternehmer in Argentinien
- Rudy Bruder (1914–nach 1956), belgischer Jazzmusiker
- Ulrich Bruder († 1518 oder 1519), schweizerischer Tischler
- Wolfgang Bruder (* 1951), deutscher Politiker (SPD), Oberbürgermeister von Offenburg 1989–2002